# Hroch z Kunštátu a Louček
Hroch z Kunštátu a Louček byl moravský šlechtic z rodu pánů z Kunštátu. 

## ŽIvot
Jeho otcem byl Gerhard z Kunštátu. První písemná zmínka o Hrochovi pochází z roku 1350.  
V roce 1353 byl ženatý s Markétou, dcerou Matouše ze Šternberka. V roce 1360 se Hroch uvádí s predikátem "z Louček," což znamená, že sídlil na hradě Loučky. Dále se uváděl v majetkových listinách, kdy kupoval různé vsi či jejich části.  
Poslední písemná zmínka o Hrochovi v souvislosti s koupí vesnice je datována k roku 1361. Poté o něm prameny mlčí, až roku 1367 se uvádí již jako zemřelý. 
Vdova Markéta ze Šternberka se znovu později provdala za Ctibora z Cimburka. Jediný Hrochův syn Kuník, o němž je roku 1368 jedna jediná zmínka jako o nezletilém, zakrátko zemřel a Hrochův majetek tak připadl Kuníkovu poručníkovi Vilému z Boleradic.